# Trichomesosa similis
Trichomesosa similis là một loài bọ cánh cứng trong họ Cerambycidae.